# Генк Верман
Генк Верман (нід. Henk Veerman, нар. 26 лютого 1991, Волендам, Нідерланди) — нідерландський футболіст, центральний форвард клубу «Волендам».

## Ігрова кар'єра
Почав займатися футболом у рідномі місті Волендам в однойменному клубі. У серпні 2013 року Генк дебютував у першій команді «Волендам» у Еерстедивізі. Вже у лютому 2015 року Веерман пішов на підвищення у класі, підписавши контракт з клубом Ередивізі «Геренвеном». У клубі нападник провів три роки, зігравши в основі понад сто матчів.
І у 2018 році він перейшов до клубу німецької Другої Бундесліги «Санкт-Паулі».
Та за два роки повернувся до Нідерландів, де знов приєднався до складу «Геренвена». За повернення форварда керівництву нідерландського клубу довелося викласти 2 млн євро за трансфер. Контракт гравця з клубом розрахований до літа 2023 року.
Сезон 2020/21 не зміг дограти до кінця через зараження вірусом COVID-19.